# Popovice (Boemia centrale)
Popovice è un comune della Repubblica Ceca facente parte del distretto di Benešov, in Boemia Centrale.